# Перт (аэропорт)
Международный Аэропорт Перт (англ. Perth International Airport) — международный аэропорт столицы штата Западная Австралия, располагается в одноименном пригороде. После Сиднея, Мельбурна и Брисбена является четвёртым по загруженности аэропортом Австралии. В силу своего стратегического расположения обслуживает полёты азиатско-тихоокеанского направления, а также осуществляет регулярные рейсы за пределы региона в Йоханнесбург и Дубай.
Два терминала внутренних авиалиний располагаются рядом друг с другом в 12 км от центра Перта, третий международный терминал располагается на противоположной стороне ВПП в 17 км от центра города. Терминалы соединяет между собой шоссе длиной 11 км.
Рядом с аэропортом располагаются два шоссе: Великое Восточное Шоссе (англ. Great Eastern Highway) и Шоссе Тонкин (англ. Tonkin Highway). До терминалов внутренних авиалиний можно добраться общественным транспортом или на такси. Далее шаттл-автобусами или такси можно доехать до международного терминала. Шаттл-автобусами можно воспользоваться только при предъявлении авиабилета. Поездка платная.

## История
До открытия аэропорта, воздушное сообщение осуществлялось с аэродромов Мэйлендс и Лэнгли Парк. К концу 1930-х годов стало ясно, что эти аэродромы уже не справляются с возрастающим пассажиропотоком, и необходимо искать место для строительства нового аэродрома. Для этих целей в 1938 году было решено использовать часть участка земли, который был в своё время подарен местному жителю губернатором Джеймсом Стерлингом. До сих пор около международного терминала располагается мемориальная доска в память о местном жителе — Джоне Скотте, который отдал свою землю для строительства аэропорта.
Текст мемориальной доски:

Аэропорт Перта располагается на земле Джона Скотта — фермера из графства Ланаркшир, Шотландия, который в марте 1831 года после 90 дней плавания на 343 тонной шхуне «Элиза» прибыл в Западную Австралию. Он прибыл по приглашению Губернатора для постройки и поддержания фермерского хозяйства в колонии. Он построил свой дом неподалёку от Гилфорда.
В знак признания его заслуг, в 1838 году Губернатор Стерлинг даровал ему землю в Банбери, где он стал первым поселенцем.
Помните его как человека, который внёс свой вклад в процветание этой земли.

Во время Второй мировой войны аэродром служил временной базой для ВВС Австралии и ВМС США. Он был известен как «аэродром Гилфорд». В феврале 1943 года на его территории была образована знаменитая 85-я эскадрилья ВВС Австралии.
С 1944 года несмотря на протесты командующих армией аэродром стал принимать и отправлять гражданские рейсы. Решение было принято на федеральном уровне, так как травяное покрытие ВПП Мэйлендс уже не позволяло принимать крупные пассажирские самолеты. К тому же в Мэйлендс полностью отсутствовала инфраструктура. Первый гражданский самолет Douglas DC-3 вылетел с нового аэродрома в Аделаиду, а 17 июня 1944 года Qantas совершила первый международный рейс на Цейлон. Пассажирские перевозки с Мэйлендс осуществлялись до 30 июня 1963 года.
После войны основная нагрузка легла на аэродром Гилфорд, как он тогда назывался, был всего лишь взлётным полем, окружённым огромным количеством построек, оставшихся со времен пребывание здесь военных. Посадка пассажиров в самолёт напоминала посадку в автобус, так как здания аэровокзала в то время ещё не было. В 1948 году владелец авиакомпании MacRobertson Miller Aviation Co. (MMA) перебазировался из Мэйлендс в Гилфорд. 2 декабря того же года, на базе Гилфорда основали авиакомпанию  Trans Australia Airlines (TAA) для обслуживания маршрута Перт-Мельбурн. Поскольку в то время не существовало качественных дорог с одного побережья на другое, аэродром Гилфорд стал важным транспортным узлом для грузоперевозок через континент.
В 1952 году аэропорт получил статус международного и был переименован в «Международный Аэропорт города Перт». К середине 1950-х годов всего лишь 8% населения Австралии пользовались авиасообщением. Именно в это время аэропорт стал переживать бум развития. Авиакомпании Qantas и Air India начали свои регулярные рейсы из Перта в Сингапур на новых самолетах Boeing-707, использование которых вынуждало руководство аэропорта усовершенствовать ВПП и инфраструктуру. В середине 1960-х в аэропорту стали совершать посадки реактивные самолеты Boeing-727 и Douglas DC-9. Аэропорт стал первым в Австралии, который стал работать круглосуточно. Именно здесь впервые появился термин «Ночной рейс».

## Авиакомпании и направления

### Чартерные авиалинии
- Strategic Airlines
- AvWest
- Cobham Aviation Services Australia
- Maroomba Airlines
- Network Aviation
- Skippers Aviation
- Skywest Airlines
- Star Aviation
- Casair

### Код-шеринг
В аэропорту действует код-шеринг для следующих авиакомпаний:
- Air Canada
- Air France
- American Airlines
- Austrian Airlines
- British Airways
- Finnair
- Japan Airlines
- KLM Royal Dutch Airlines
- Lufthansa
- United Airlines
- Virgin Atlantic Airways

## Технические данные
Аэропорт Перта — первого класса, принимает все типы воздушных судов, кроме А-380. В 2008 году аэропорту присвоена III А ILS категория, позволяющая обеспечивать посадки воздушных судов при вертикальной видимости не менее 15 метров и при дальности видимости на взлётно-посадочной полосе (ВПП) не менее 200 метров. Взлёт выполняется при дальности видимости на взлётно-посадочной полосе (ВПП) не менее 200 метров, без ограничений по вертикальной видимости. Аэропорт располагает двумя ВПП: 03/21 (3444 м) и 06/24 (2163 м) с асфальтовым покрытием.

## Аэровокзальный комплекс
В аэропорту Перта действует четыре терминала:

### Восточный терминал
- Терминал 1 обслуживает международные рейсы. Насчитывает пять перронов и семь гейтов. Ранее также обслуживал самолеты внутренних авиалиний компаний Compass Airlines (в 1990-х) и Virgin Blue (в 2001-202 годах).

### Западный терминал
- Терминал 2 обслуживает в основном рейсы авиакомпании Qantas. Также с этого терминала обслуживаются внутренние рейсы компаний Jetstar Airways и QantasLink. Насчитывает четыре перрона и девять гейтов. 
На территории Терминала 2 располагается зал «Клуба Qantas».
- Терминал 3 ранее обслуживал рейсы авиакомпании Ansett Australia, прекратившей своё существование в марте 2002 года. В данный момент обслуживает рейсы авиакомпаний Skywest Airlines, Virgin Australia, Alliance Airlines и Tiger Airways Australia. 
На территории Терминала 3 располагаются залы «Клуба Virgin Australia» и «Golden Wing Club / Alliance Airlines»

### Северный терминал
- Терминал 4 используется в основном для чартерных рейсов горно-добывающих компаний, а также для посадки и взлёта самолётов, проходящих ремонт.

### Службы аэропорта
- Грузовые авиаперевозки
- Заправочная станция
- Служба бортового питания
- Комплекс УВД
- Аварийно-спасательная служба

### Метеорологическая служба
Метеослужба Гилфорд начала осуществлять метеорологический контроль в аэропорту в 1944 году из своего офиса на Айви стрит.
В марте 1988 года служба переехала в освободившуюся северную башню аэропорта. В октябре 1997 года для метеослужбы было построено отдельное здание, располагающееся в северо-восточной части аэропорта.

## Статистика аэропорта

### Общая статистика
Общее число пассажиров аэропорта «Перт» увеличивается в среднем на 5,8%, начиная с 1998-99 годов. 70% пассажироперевозок приходится на внутренние авиалинии.
| Год       | Внутренние авиаперевозки | Международные авиаперевозки | Общее число пассажиров |
| --------- | ------------------------ | --------------------------- | ---------------------- |
| 1985/1986 | 1 419 663                | 519 010                     | 1 938 673              |
| 1990/1991 | 1 665 132                | 842 691                     | 2 507 823              |
| 1995/1996 | 2 908 781                | 1 236 091                   | 4 144 872              |
| 2000/2001 | 3 554 930                | 1 607 385                   | 5 162 315              |
| 2005/2006 | 5 025 504                | 1 979 750                   | 7 005 254              |
| 2010/2011 | 7 644 447                | 3 245 156                   | 10 889 603             |
| 2015/2016 | 8 284 939                | 4 271 111                   | 12 556 050             |
| 2020/2021 | 3 174 501                | 87 970                      | 3 262 471              |

### Внутренние авиаперевозки
| Место | Аэропорт     | Пассажиры (чел.) | Динамика (%) |
| ----- | ------------ | ---------------- | ------------ |
| 1     | Каррата      | 345 900          | ▼4,1         |
| 2     | Сидней       | 344 500          | ▼72,8        |
| 3     | Брум         | 319 500          | ▲32,9        |
| 4     | Мельбурн     | 285 900          | ▼82,0        |
| 5     | Порт-Хедленд | 266 600          | ▼12,0        |

| Место | Аэропорт | Пассажиры (чел.) | Динамика (%) |
| ----- | -------- | ---------------- | ------------ |
| 1     | Брум     | 43 700           | ▲25,0        |
| 2     | Каррата  | 40 200           | ▼26,4        |
| 3     | Аделаида | 37 200           | н/д          |

### Международные авиаперевозки
| Место | Аэропорт     | Пассажиры (чел.) | Динамика (%) |
| ----- | ------------ | ---------------- | ------------ |
| 1     | Сингапур     | 258 939          | ▼436,9       |
| 2     | Денпасар     | 179 468          | ▼497,8       |
| 3     | Куала-Лумпур | 115 488          | ▼525,2       |
| 4     | Доха         | 94 356           | ▼292,7       |
| 5     | Дубай        | 88 150           | ▼395,8       |
| 6     | Окленд       | 51 539           | ▼363,3       |
| 7     | Гонконг      | 41 090           | ▼567,6       |
| 8     | Бангкок      | 36 799           | ▼464,9       |
| 9     | Лондон       | 28 158           | ▼426,3       |
| 10    | Йоханнесбург | 25 512           | ▼545,0       |

| Место | Аэропорт | Пассажиры (чел.) | Динамика (%) |
| ----- | -------- | ---------------- | ------------ |
| 1.    | Сингапур | 1794             | ▼3,6         |
| 2.    | Доха     | 1230             | ▼52,1        |
| 3.    | Дубай    | 852              | ▼47,2        |
| 4.    | Окленд   | 284              | ▲            |
| 5.    | Гонконг  | 151              | ▼209,9       |